# 1962年通商拡大法
1962年通商拡大法（1962ねんつうしょうかくだいほう、英語: Trade Expansion Act of 1962）は、アメリカ合衆国の法律である。

## 経緯
1962年1月にアメリカ合衆国のジョン・F・ケネディ大統領が、年頭教書でGATTの第6回目の多角的貿易交渉(後にケネディ・ラウンドと呼ばれた）を提唱し、そのための交渉権限を、議会から大統領に授権することを定めることを目的に1962年10月11日に制定された。
内容は、1962年7月1日から1967年6月30日までの間、
1. 既存の関税を50パーセント削減(第201条）
2. 既存関税率が5％以下の場合は、撤廃(第202条）
3. アメリカと欧州経済共同体(EEC)が世界全体の80パーセント以上を占める品目（80％品目）の関税を撤廃

を限度して外国との通商協定を締結して関税の引下げ、撤廃ができるとするものである。
この80％品目に数えられるものは(関税交渉時にイギリスがEECに加盟しておれば)自動車、航空機、鉄道車両、金属加工機械、農業機械、有機化学品、事務用機械、電気機械装置など26品目になると見込まれたが、ドゴールフランス大統領の拒否によりイギリスのEECへの加盟が実現しなかったためこの80％品目の撤廃権限規定は、その対象がわずか1,2品目に限定されてしまい、事実上空文化した。
この法律は、一方では議会の保護主義的動きから安全保障を理由に関税引き上げ等を認める第232条のような規定も付加された。
ケネディ・ラウンドは、1962年通商拡大法の期限ぎりぎりの1967年6月30日に妥結した。

## 第232条
第232条は次のように規定している。
商務省は、職権、他省庁の長からの要請、あるいは利害関係者からの申請により、特定の産品の輸入が米国の安全保障に影響を与えるか否かを調査し、措置発動の要否および適切な措置の内容を勧告できる。商務省は調査開始から270日以内に大統領に勧告を含む報告書を提出しなければならない。仮に商務省から輸入が米国安全保障を脅かす旨の報告があれば、大統領は報告書受領から90 日以内にその結論に同意するか否か、そして同意する場合はいかなる措置を取るかを決定する。
第232条は、制定から2001年まで発動の前提になる調査が26件行われたが、そのうち大統領が国家安全保障の脅威があると認定（いわゆるクロ判定）したのは9件にとどまり、かつ、その9件のうち措置措置の発動を命じた案件はうち5件にとどまっている。なお、クロ判定にもかかわらず措置の発動を見送った4件のうち3件は、石油であり、理由は「輸入を規制すれば石油製品のコストが上昇し、長期的には米国の安全保障を阻害する」であり、1983年の工作機械については、日本、西独、台湾およびスイスとの対米輸出自主規制（VER）により、232条の発動をしないことになった。2001年の鉄鉱石および鉄鋼半製品については、大統領は国家安全保障の脅威を認めなかった。その後16年間調査は行われなかったが、2017年4月20日に鉄鋼、そして同27日にアルミの調査が開始された。商務省はそれぞれ鉄鋼については2018年1月11日、アルミについては同17日に大統領に報告書を送付し、双方ともに2月16日に公表された。そのうち鉄鋼報告書の概要は以下のとおりである。
「安全保障」の概念は、戦闘能力の全世界的展開および重要インフラを含む。安全保障利用のための鉄鋼製品の国内生産は不可欠であり、健全かつ競争的な米国鉄鋼産業に依存する。鉄鋼の国内需要はここ数年著しく増加している。
他方、米国は世界最大の鉄鋼輸入国である。2017年10月までの鉄鋼輸入は増加しており、米国消費量の30%に相当する。これらは広範囲の生産段階にある産品に及ぶ。米国は自国の鉄鋼輸出量の4倍を輸入しており、輸入品の価格は国産品より相当低い。
2000年以降、過剰な輸入が国産品に代替し、米国鉄鋼産業の稼働率低下、失業、赤字操業などをもたらした。
国際鉄鋼市場は中国の過剰生産能力により悪影響を受けている。米国の生産能力が横ばいであるにもかかわらず他国は能力を増加しており、近い将来米国鉄鋼産業はいっそう激しい競争に直面する。
以上のことから鉄鋼輸入は米国鉄鋼産業を弱体化させ、米国の安全保障を脅かす。よって、稼働率80%を可能ならしめる水準で鉄鋼輸入を制限することを勧告する。措置としては、数量制限、一律・無差別の関税引き上げ、または一定の輸入国グループ毎の関税引き上げを提案する。
アルミ報告書についても、論理の展開は鉄鋼報告書と概ね共通している。やはり資材としての安全保障への重要性を前提として、近年の輸入増加傾向と特に中国を中心とした過剰生産能力により米国アルミ産業が被害を受けており、米国の安全保障を脅かすことから、国内産業の稼働率80%を可能ならしめる水準での輸入制限を提言している。措置の提案も類似している。
この報告をうけ2018年3月8日に、トランプアメリカ大統領がカナダ産、メキシコ産を除き、それぞれ鉄鋼製品は、25%、アルミニウム製品は、10%の関税引き上げを実施する大統領布告に署名し、3月23日から実施したに行われ、カナダ、メキシコ両国のほか、アルゼンチン、豪州、ブラジル、EU、韓国が除外交渉中につき暫定的に適用対象から除外された。